# Nataliya Kobrynska
Natalija Ivanivna Kobrynska (Oekraïens: Наталія Іванівна Кобринська) (Beleloeja (Galicië), 8 juni 1851 – Bolechiv, 22 januari 1920) was een Oekraïense schrijver, socialistische feministe en activiste.
Kobrynska werd geboren als Natalija Ozarkevytsj in het dorp Beleloeja in Oost-Galicië. Haar vader was Ivan Ozarkevytsj, een priester die later in het Oostenrijkse parlement werd gekozen, en Teofilija Okoenevska. In die tijd mochten vrouwen geen onderwijs volgen buiten het basisonderwijs en dus kreeg ze voornamelijk thuisonderwijs. Ze studeerde verschillende talen: Duits, Frans, Pools en Russisch en las literatuur uit verschillende landen. In 1871 trouwde ze met Theofil Kobrynskyj. Hij stierf een paar jaar later, waardoor ze werd gedwongen terug te keren naar Bolechiv om bij haar ouders te gaan wonen.
Kobrynska ging met haar vader naar Wenen, waar ze Ivan Franko ontmoette; Franko moedigde haar aan om de taak op zich te nemen om de status van Oekraïense vrouwen te verbeteren en hen aan te moedigen gelijkheid met mannen na te streven. In 1884 organiseerde ze de Tovarystvo Ruskych Zjinok (Vereniging van Oekraïense Vrouwen) om vrouwen voor te lichten door hen met literatuur in aanraking te brengen en discussies over vrouwenrechten te bevorderen. In 1890 maakte ze deel uit van een delegatie die lobbyde bij de minister van Onderwijs om vrouwen toe te staan naar de universiteit te gaan. Ze pleitte ook voor algemeen kiesrecht, kinderopvang en gemeenschappelijke keukens.
In 1883 schreef ze haar eerste korte verhaal Sjoeminska (later bekend als The Spirit of the Times); het jaar daarop schreef ze een novelle 'Voor een stukje brood'. In 1887 redigeerde ze met Olena Ptsjilka Persjyj vinok (De eerste guirlande), een verzameling teksten van Oekraïense vrouwen. Kobrynska's uitgeverij Zjinotsja Sprava (Vrouwenzaak) produceerde drie nummers van een vrouwenalmanak genaamd Nasja dolja (Ons lot).
Kobrynska stierf in Bolechiv in 1920.
Haar werk werd vertaald naar het Engels voor de collecties The Spirit of the Times (1998) en Warm the Children, O Sun (1998).